# Pierre Pansu
Pierre Pansu (Lyon, 1959. július 13. –) francia matematikus. Az 1976-os matematikai diákolimpián ezüstérmet szerzett 27 pontos teljesítménnyel. Az Université Paris VII - Diderot-ra járt ahol 23 évesen doktorált matematikából. Témája Géométrie du groupe de Heisenberg volt. A témavezetője Marcel Berger és Mihail Leonyidovics Gromov voltak. Jelenleg az Université Paris-Sud és az École normale supérieure professzora. Kutatása leginkább a geometriára koncentrálódik.

## Külső hivatkozások
- Hivatalos oldala
- Adatok
- A diákolimpián nyújtott teljesítménye

1. 1 2  Lyon Municipal Archives. (Hozzáférés: 2023. május 15.)
2. ↑  a születési helyből következtetve